# کوبیجا
کوبیجا (به اسپانیایی: Cobija) یک شهر در بولیوی است که در Nicolás Suárez Province واقع شده‌است. کوبیجا ۴۰۱ کیلومتر مربع مساحت و ۵۵٬۶۹۲ نفر جمعیت دارد و ۲۸۰ متر بالاتر از سطح دریا واقع شده‌است.